# Пјан дел’Елмо (Мачерата)
Пјан дел’Елмо (итал. Pian dell'Elmo) насеље је у Италији у округу Мачерата, региону Марке.
Према процени из 2011. у насељу је живело 7 становника. Насеље се налази на надморској висини од 937 м.